# Anna Paquin
Anna Hélène Paquin (/ˈpækwɪn/PAK-win; 24 de julho de 1982) é uma atriz canadense-neozelandesa. Nascida em Winnipeg e criada em Wellington, Paquin fez sua estreia como atriz interpretando Flora McGrath no filme de drama romântico The Piano (1993), pelo qual ganhou o Óscar da Academia de Melhor Atriz Coadjuvante aos 11 anos, tornando-a a segunda vencedora mais jovem na história da premiação. Ainda criança, ela recebeu múltiplas indicações ao Young Artist Award por seus papéis em Fly Away Home (1996), The Member of the Wedding (1997) e A Walk on the Moon (1999), e indicação ao Prémios Screen Actors Guild por sua aparição no filme de comédia dramática de Cameron Crowe Almost Famous (2000). Ela também participou dos filmes Jane Eyre (1996) e Amistad (1997).
Paquin continuou a desempenhar papéis de destaque na idade adulta, interpretando a mutante super-heroína Vampira na franquia X-Men (2000–2014) da 20th Century Fox, pelo qual ela foi indicada ao Saturn Award por seu desempenho no primeiro filme. Seus outros créditos no cinema incluem 25th Hour (2002), Trick 'r Treat (2007), Margaret (2011), The Good Dinosaur (2015) e The Irishman (2019). Ela interpretou o papel principal de Sookie Stackhouse na série de televisão dramática da HBO, True Blood (2008–2014). Por seu desempenho na série, Paquin venceu o Globo de Ouro de Melhor Atriz em Série de Drama em 2009, e foi indicada na mesma categoria no ano seguinte, assim como três indicações ao Saturn Award e aos Prémios Screen Actors Guild, em 2010. Entre outras condecorações, Paquin foi indicada ao Emmy do Primetime, um Globo de Ouro e um Prémio Screen Actors Guild por sua performance no filme para televisão Bury My Heart at Wounded Knee (2007), e recebeu mais uma indicação ao Globo de Ouro por seu desempenho em The Courageous Heart of Irena Sendler (2009).

## Biografia
Anna Hélène Paquin nasceu em 24 de julho de 1982 em Winnipeg, Manitoba, Canadá. Sua mãe, Mary Brophy, uma neozelandesa de Wellington, trabalhou como professora de inglês, e seu pai canadense, Brian Paquin, trabalhou como professor de educação física. Ela é a mais nova de três filhos, seu irmão Andrew, é um diretor de cinema, e sua irmã Katya, é casada com Russel Normam, um político e ambientalista, membro do Partido Verde da Nova Zelândia. Todos os seus bisavós maternos emigraram da Irlanda por causa da Grande Fome. Seu pai é descendente de holandeses menonitas e franceses. A família se mudou para Wellington quando ela tinha quatro anos.
Enquanto estava na Nova Zelândia, Paquin estudou na Raphael House Rudolf Steiner School e na Hutt Intermediate School, ambas em Lower Hutt. Seus pais se divorciaram quando ela tinha 12 anos. Ela obteve seu ensino secundário na Wellington Girls' College. Depois de se mudar para os EUA quando tinha 16 anos, ela frequentou a Windward School em Los Angeles, onde se formou em 2000. Ela estudou no Columbia College por um ano, enquanto morava em Carman Hall, mas desistiu para continuar sua carreira de atriz.

## Carreira

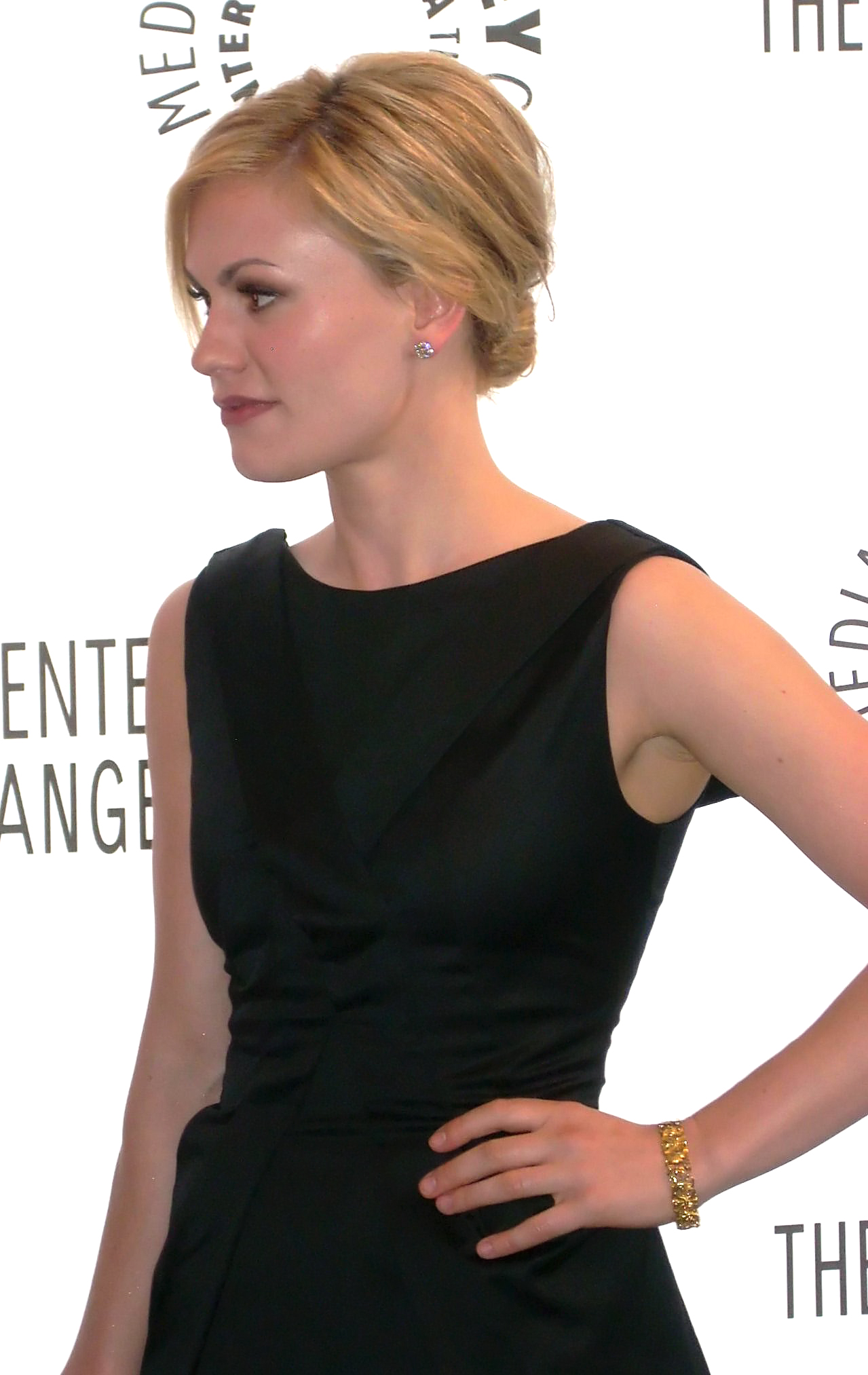
Paquin no 25º Anual Paley Television Festival, abril de 2009

A diretora Jane Campion estava procurando uma garotinha para interpretar um papel principal em The Piano, programado para ser filmado na Nova Zelândia, e um anúncio de jornal foi publicado divulgando uma audição aberta. A irmã de Paquin leu o anúncio e foi fazer a audição com uma amiga; isso inspirou Paquin a fazer um teste. Quando Campion conheceu Paquin—cuja única experiência atuando havia sido como um gambá em uma peça da escola—ela ficou muito impressionada com a performance do monólogo de nove anos sobre o pai de Flora, e ela foi escolhida entre as 5.000 candidatas. Quando The Piano foi lançado em 1993, obteve aclamação da crítica contemporânea, ganhou prêmios em vários festivais de cinema e acabou se tornando um filme popular entre o grande público. A atuação de estreia de Paquin no filme lhe rendeu o Óscar da Academia de Melhor Atriz Coadjuvante aos 11 anos, tornando-a a segunda vencedora do Óscar mais jovem da história, atrás de Tatum O'Neal.
The Piano foi feito como um pequeno filme independente e não se esperava que fosse amplamente conhecido, e Paquin e sua família não planejavam continuar atuando. No entanto, ela foi convidada para a William Morris Agency e continuou recebendo ofertas para novos personagens. Ela os rejeitou sistematicamente, mas apareceu em três comerciais para a companhia telefônica MCI em 1994. Mais tarde, ela fez uma série de comerciais de televisão para a Manitoba Telecom Systems em sua cidade natal, Winnipeg. Ela também apareceu como dubladora em um audiobook intitulado The Magnificent Nose em 1994. Em 1996, ela apareceu em dois filmes. O primeiro papel foi como a Jane jovem em Jane Eyre. O outro foi o papel principal em Fly Away Home interpretando uma jovem que, depois que sua mãe morre, vai morar com seu pai e encontra consolo cuidando de gansinhos órfãos. Quando adolescente, ela teve papéis em outros filmes, incluindo A Walk on the Moon, Finding Forrester, Amistad, Hurlyburly, She's All That  e Almost Famous, assim como na dublagem em inglês de Castle in the Sky.
Paquin interpretou a mutante super-heroína Vampira no filme X-Men da Marvel Comics em 2000, na sequência X2 em 2003, e no terceiro filme, X-Men: The Last Stand, em 2006. Entre 2006 e 2007, ela estrelou e foi produtora executiva de Blue State. O filme é feito pela Paquin Films, produtora formada por ela e seu irmão, Andrew. Em novembro de 2006, ela completou o filme Margaret, lançado em 2011. Ela interpretou Elaine Goodale no filme feito para a TV da HBO Bury My Heart at Wounded Knee, baseado no best-seller de Dee Brown, recebendo uma indicação ao Emmy do Primetime. Em 2007, ela interpretou o papel de Laurie no filme de terror Trick 'r Treat, lançado em 2009.

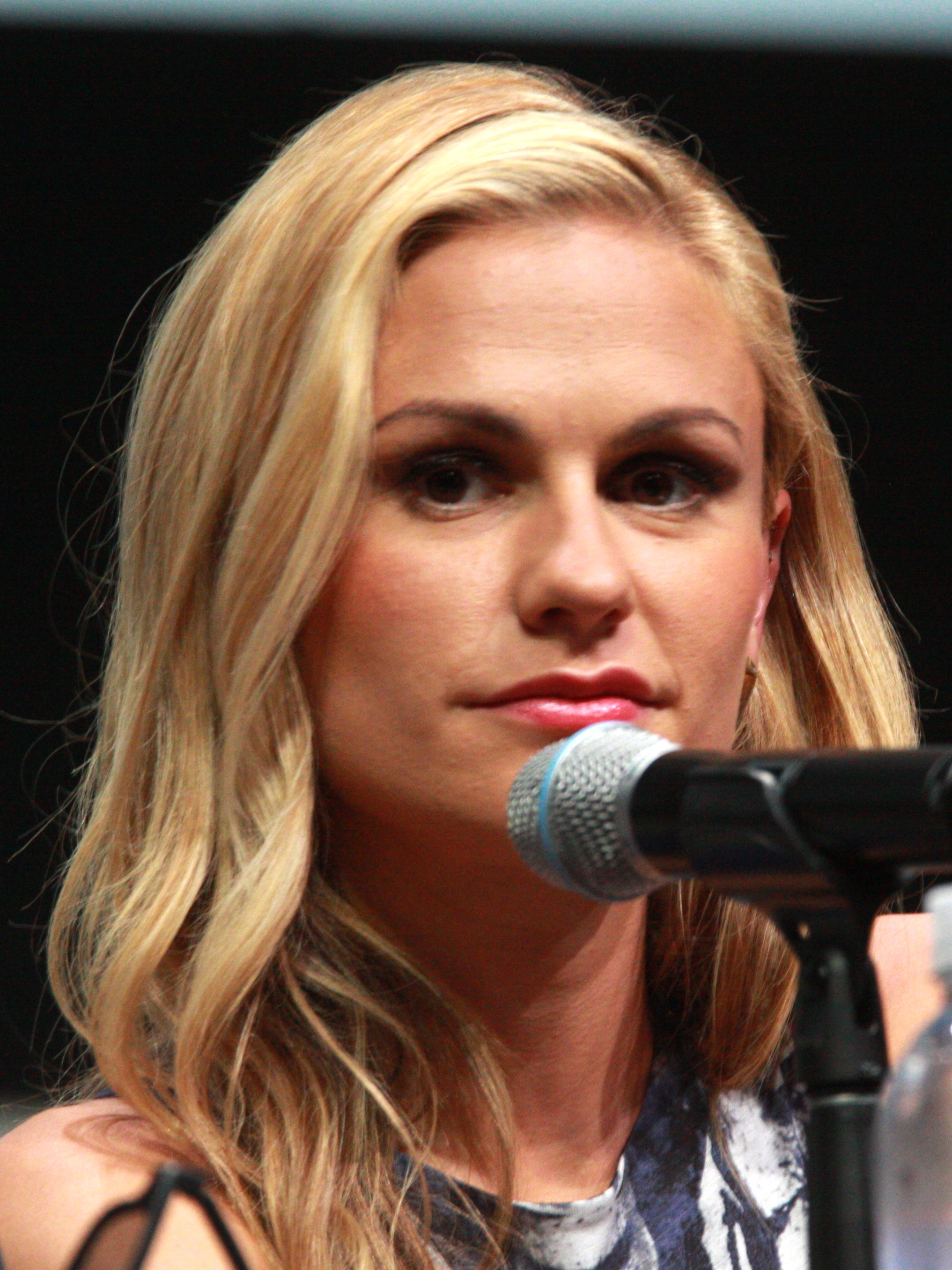
Paquin no San Diego Comic-Con de 2013

Paquin foi escalada para interpretar a garçonete Sookie Stackhouse na série True Blood da HBO em 2008, seu primeiro papel em uma série de TV. O show é baseado na série de romances The Southern Vampire Mysteries de Charlaine Harris, ambientada na cidade fictícia de Bon Temps, Louisiana. A série mostrou Paquin fazendo cenas de nudez pela primeira vez. Enquanto trabalhava em True Blood, ela começou a namorar o co-protagonista da série Stephen Moyer, se casando com ele em 2010. Em 2009, Paquin interpretou Irena Sendler, uma polonesa aclamada como heroína no Holocausto, em The Courageous Heart of Irena Sendler, um Filme biográfico para TV da CBS baseado no livro Mother of the Children of the Holocaust: The Irena Sendler Story, de Anna Mieszkowska.; gravado na Letônia e foi uma apresentação do Hallmark Hall of Fame.
Em 2010, o filme de Paquin, The Romantics, uma comédia romântica com Josh Duhamel e Katie Holmes, foi lançado nos Estados Unidos em cinemas selecionados em setembro. Ela fez uma participação especial em Scream 4, ao lado de Kristen Bell em 2011. Ela também interpretou a voz de Kristin em um episódio de Phineas and Ferb. Paquin reprisou seu papel como Vampira no filme de 2014 X-Men: Days of Future Past, mas a maioria de suas cenas foram descartadas para o lançamento nos cinemas. Uma versão alternativa do filme com todas as cenas de Paquin reintegradas foi lançada como The Rogue Cut em 14 de julho de 2015. Paquin dublou Ramsey no filme da Disney Pixar, The Good Dinosaur. Ela também interpretou Nancy Holt, esposa de um soldado confederado, na minissérie de 2016 Roots.
Em junho de 2016, a Human Rights Campaign lançou um vídeo em homenagem às vítimas do tiroteio na boate de Orlando; no vídeo, Paquin e outros contaram as histórias das pessoas mortas ali. Mais tarde, em 2017, Paquin estrelou a série de televisão Bellevue, sendo também a produtora executiva, e atuou como Nancy Montgomery na minissérie de televisão Alias Grace. Em 2018, ela atuou em The Parting Glass, e no filme de Laurie Collyer, Furlough.
Em 2019, Paquin apareceu no drama aclamado pela crítica de Martin Scorsese, The Irishman. No mesmo ano, ela também produziu e estrelou como Robyn na série de televisão Flack e apareceu na série The Affair. Em 2021, ela interpretou a esposa de Kurt Warner no filme biográfico de esportes cristãos, American Underdog.
Paquine estrelou a série A Friend of the Family na Peacock. Paquin também estrelou o filme True Spirit ao lado de Teagan Croft e Cliff Curtis. Foi exibido pela Netflix em fevereiro de 2023. O filme é baseado na jornada de Jessica Watson, uma velejadora australiana que tenta fazer uma circum-navegação global solo aos 16 anos.

## Vida pessoal

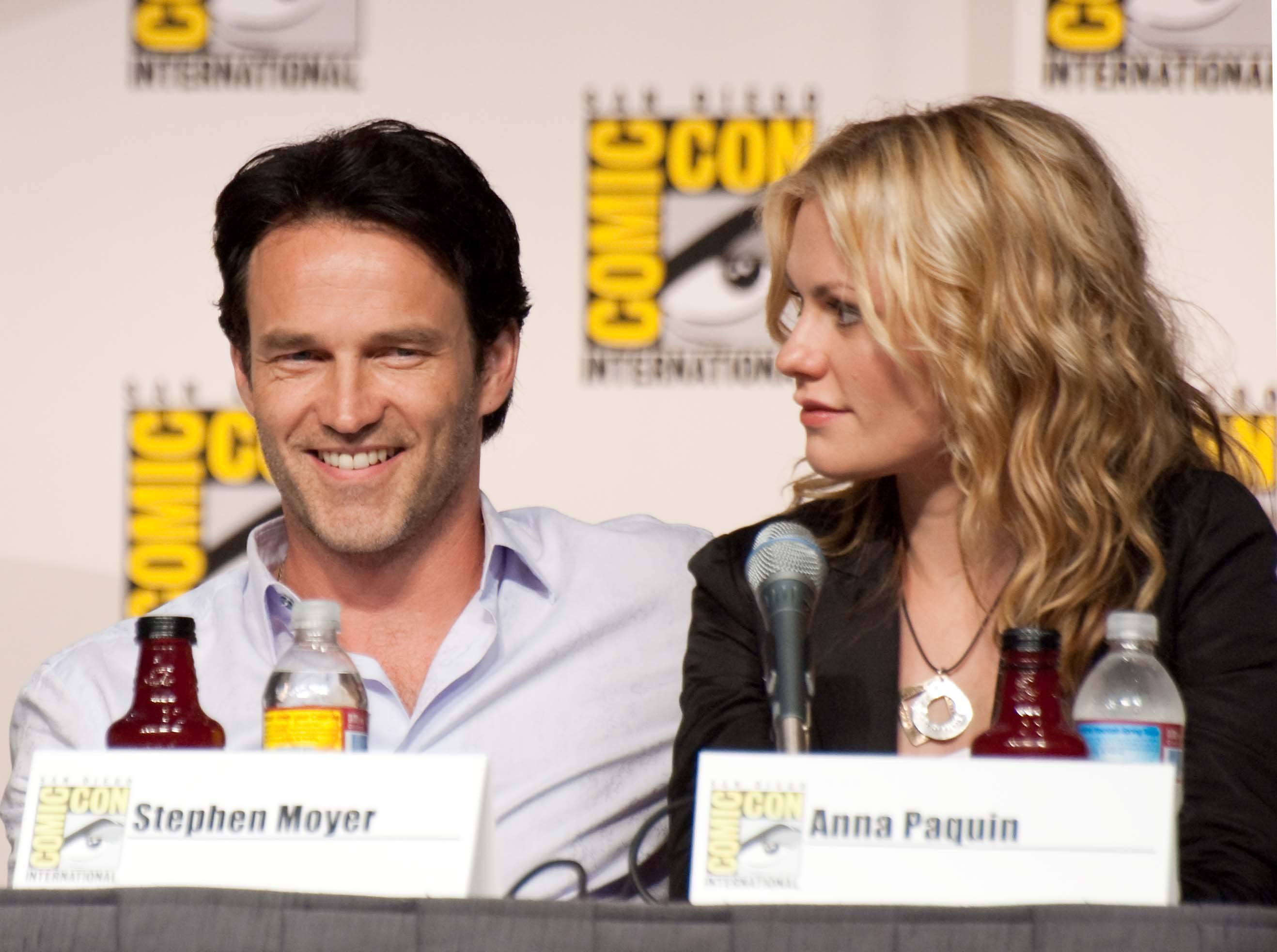
Paquin com seu marido Stephen Moyer em 2009

Paquin possui dupla cidadania neozelandesa e canadense. Em 5 de agosto de 2009, ela anunciou seu noivado com seu co-protagonista de True Blood, Stephen Moyer, com quem ela namorava desde as filmagens do episódio piloto da série em 2007. Eles se casaram em 21 de agosto de 2010 numa residência particular em Malibu, Califórnia. Paquin deu à luz gêmeos fraternos, Charlie e Poppy, em 12 de setembro de 2012. Ela tem dois enteados, Billy e Lilac, por meio de seu casamento com Moyer.

## Filantropia e advocacia
Em 1 de abril de 2010, Paquin se assumiu bissexual em um anúncio de serviço público para a campanha Give a Damn como parte do True Colors Fund, um grupo de defesa organizado por Cyndi Lauper dedicado à igualdade LGBT. O True Colors Fund foi criado para "inspirar e engajar todos, especialmente os heterossexuais, a se tornarem participantes ativos no avanço da igualdade de gays, lésbicas, bissexuais e transgêneros". O vídeo apresenta Anna Paquin afirmando: "Sou Anna Paquin. Sou bissexual e não dou a mínima". Quando questionada sobre sua participação no vídeo, Paquin respondeu dizendo: "Não era como se fosse um grande segredo, era apenas uma causa pela qual me importava e apoiava em particular, mas nunca tive a oportunidade de falar, de uma forma que fosse útil. Obviamente, eu sei que a voz de uma pessoa não necessariamente faz muito, mas eu só queria fazer a minha parte". Em maio de 2012, numa entrevista para a Us Weekly, Paquin rejeitou a noção de que a bissexualidade é uma escolha. "Minha sexualidade não é inventada. Não é uma falta de decisão. Para um bissexual, não se trata de gênero. Esse não é o fator que determina por quem eles se sentem atraídos", afirmou Paquin. Em 2014, ela se descreveu no Twitter como "orgulhosa de ser uma mãe bissexual casada e feliz".
Paquin também apóia outras instituições de caridade e fundações, como a Children's Hospital Los Angeles, Children's Hospital Los Angeles, Elton John AIDS Foundation e The Art of Elysium.

## Filmografia

### Filmes
| Ano  | Título                     | Papel                       | Nota / Ref(s)                              |
| ---- | -------------------------- | --------------------------- | ------------------------------------------ |
| 1993 | The Piano                  | Flora McGrath               |                                            |
| 1996 | Jane Eyre                  | Jovem Jane Eyre             |                                            |
| 1996 | Fly Away Home              | Amy Alden                   |                                            |
| 1997 | Amistad                    | Rainha Isabel II da Espanha |                                            |
| 1998 | Hurlyburly                 | Donna                       |                                            |
| 1998 | Castle in the Sky          | Sheeta (voz)                | Dublagem em inglês                         |
| 1999 | A Walk on the Moon         | Alison Kantrowitz           |                                            |
| 1999 | She's All That             | Mackenzie Siler             |                                            |
| 1999 | All the Rage               | Annabel Lee                 |                                            |
| 2000 | X-Men                      | Marie D'Ancanto / Rogue     |                                            |
| 2000 | Almost Famous              | Polexia Aphrodisia          |                                            |
| 2000 | Finding Forrester          | Claire Spence               |                                            |
| 2001 | Buffalo Soldiers           | Robyn Lee                   |                                            |
| 2002 | Darkness                   | Regina                      |                                            |
| 2002 | 25th Hour                  | Mary D'Annunzio             |                                            |
| 2003 | X2                         | Marie D'Ancanto / Rogue     |                                            |
| 2005 | Steamboy                   | James Ray Steam (voz)       | Dublagem em inglês                         |
| 2005 | The Squid and the Whale    | Lili                        |                                            |
| 2006 | X-Men: The Last Stand      | Marie D'Ancanto / Rogue     |                                            |
| 2007 | Blue State                 | Chloe Hamon                 | Também produtora-executiva                 |
| 2007 | Mosaic                     | Maggie (voz)                |                                            |
| 2007 | Trick 'r Treat             | Laurie                      |                                            |
| 2010 | The Romantics              | Lila Hayes                  |                                            |
| 2010 | Open House                 | Jennie                      |                                            |
| 2011 | Scream 4                   | Rachel                      | Aparição                                   |
| 2011 | Margaret                   | Lisa Cohen                  |                                            |
| 2011 | The Carrier                | Kim                         | Curta-metragem                             |
| 2013 | Straight A's               | Katherine                   |                                            |
| 2013 | Free Ride                  | Christina                   | Também produtora                           |
| 2014 | X-Men: Days of Future Past | Marie D'Ancanto / Rogue     | Aparição; papel expandido em The Rogue Cut |
| 2015 | The Good Dinosaur          | Ramsey (voz)                |                                            |
| 2018 | Furlough                   | Lily Benson                 |                                            |
| 2018 | The Parting Glass          | Colleen                     | Também como produtora                      |
| 2018 | Tell It to the Bees        | Dra. Jean Markham           |                                            |
| 2019 | The Irishman               | Peggy Sheeran               |                                            |
| 2021 | American Underdog          | Brenda Warner               |                                            |
| 2023 | True Spirit                | Julie Watson                |                                            |
| TBA  | A Bit of Light             |                             | Completo                                   |

### Televisão
| Ano           | Título                                | Papel             | Nota / Ref(s)                                        |
| ------------- | ------------------------------------- | ----------------- | ---------------------------------------------------- |
| 1997          | The Member of the Wedding             | Frankie Addams    | Filme para televisão                                 |
| 2007          | Bury My Heart at Wounded Knee         | Elaine Goodale    | Filme para televisão                                 |
| 2008-2014     | True Blood                            | Sookie Stackhouse | 80 episódios                                         |
| 2009          | The Courageous Heart of Irena Sendler | Irena Sendler     |                                                      |
| 2011          | Phineas and Ferb                      | Kristen (voz)     | Episódio: "The Curse of Candace"                     |
| 2013          | Susanna                               | Katie             | 6 episódios                                          |
| 2016          | Roots                                 | Nancy Holt        | Episódio: "Part 4"                                   |
| 2017          | Bellevue                              | Annie Ryder       | 8 episódios; também produtora executiva              |
| 2017          | Alias Grace                           | Nancy Montgomery  | 5 episódios                                          |
| 2017          | Philip K. Dick's Electric Dreams      | Sarah             | Episódio: "Real Life"                                |
| 2019–presente | Flack                                 | Robin             | 12 episódios, também produtora executiva             |
| 2019          | The Affair                            | Joanie Lockhart   | 8 episódios                                          |
| 2021          | Modern Love                           | Isabelle          | Episódio: "In the Waiting Room of Estranged Spouses" |
| 2022          | A Friend of the Family                | Mary Ann Broberg  | Minissérie                                           |

## Teatro
| Ano  | Título                                           | Papel             | Local                   |
| ---- | ------------------------------------------------ | ----------------- | ----------------------- |
| 2001 | The Glory of Living                              | Lisa              | MCC Theater             |
| 2002 | This is Our Youth                                | Jessica Goldman   | Garrick Theatre         |
| 2003 | Manuscript                                       | Elizabeth Hawkins | Falmouth Academy        |
| 2003 | Drug Buddy                                       | Wendy             | Manhattan Theatre Club  |
| 2004 | Roulette                                         | Jenny             | Ensemble Studio Theatre |
| 2004 | The Distance From Here                           | Shari             | MCC Theater             |
| 2004 | The 24 Hour Plays, South Of The Border           | Maylene           | MCC Theater             |
| 2005 | After Ashley                                     | Julie Bell        | Vineyard Theatre        |
| 2005 | Dog Sees God: Confessions of a Teenage Blockhead | Marcy             | Westside Theatre        |
| 2006 | The 24 Hour Plays, The Blizzard                  | Jenny             | MCC Theater             |

## Condecorações
| Lista de prémios e indicações recebidos por Anna Paquin | Lista de prémios e indicações recebidos por Anna Paquin | Lista de prémios e indicações recebidos por Anna Paquin | Lista de prémios e indicações recebidos por Anna Paquin     | Lista de prémios e indicações recebidos por Anna Paquin | Lista de prémios e indicações recebidos por Anna Paquin |
| Organização                                             | Ano                                                     | Trabalho(s)                                             | Categoria                                                   | Resultado                                               | Ref.                                                    |
| ------------------------------------------------------- | ------------------------------------------------------- | ------------------------------------------------------- | ----------------------------------------------------------- | ------------------------------------------------------- | ------------------------------------------------------- |
| Academy Awards (Óscar da Academia)                      | 1994                                                    | The Piano                                               | Melhor Atriz Coadjuvante                                    | Venceu                                                  | [ 75 ]                                                  |
| Austin Film Critics Association                         | 2020                                                    | The Irishman                                            | Melhor Elenco                                               | Indicado                                                | [ 76 ]                                                  |
| Blockbuster Entertainment Awards                        | 2001                                                    | X-Men                                                   | Atriz Favorita — Ficção Ciêntifica                          | Indicado                                                | [ 77 ]                                                  |
| Chicago Film Critics Association                        | 1994                                                    | The Piano                                               | Melhor Atriz Coadjuvante                                    | Indicado                                                | [ 78 ]                                                  |
| Chicago Film Critics Association                        | 2011                                                    | Margaret                                                | Melhor Atriz                                                | Indicado                                                | [ 78 ]                                                  |
| Critics' Choice Awards                                  | 1998                                                    | Fly Away Home                                           | Melhor Atriz Jovem em Filme                                 | Indicado                                                | [ 79 ]                                                  |
| Critics' Choice Awards                                  | 2016                                                    | Roots                                                   | Melhor Atriz Coadjuvante em Filme ou Minissérie             | Indicado                                                | [ 80 ]                                                  |
| Critics' Choice Awards                                  | 2020                                                    | The Irishman                                            | Melhor Elenco                                               | Venceu                                                  | [ 81 ]                                                  |
| Detroit Film Critics Society                            | 2019                                                    | The Irishman                                            | Melhor Elenco                                               | Indicado                                                | [ 82 ]                                                  |
| Drama Desk Award                                        | 2005                                                    | The Distance from Here                                  | Melhor Elenco                                               | Venceu                                                  | [ 83 ]                                                  |
| Film Critics Circle of Australia                        | 1994                                                    | The Piano                                               | Melhor Ator Coadjuvante — Feminino                          | Venceu                                                  | [ 84 ]                                                  |
| Florida Film Critics Circle                             | 2019                                                    | The Irishman                                            | Melhor Elenco                                               | Indicado                                                | [ 85 ]                                                  |
| Georgia Film Critics Association                        | 2019                                                    | The Irishman                                            | Melhor Elenco                                               | Indicado                                                | [ 86 ]                                                  |
| Gold Derby Awards                                       | 2006                                                    | The Squid and the Whale                                 | Melhor Elenco                                               | Indicado                                                | [ 87 ]                                                  |
| Gold Derby Awards                                       | 2010                                                    | True Blood                                              | Melhor Atriz de Drama                                       | Indicado                                                | [ 88 ]                                                  |
| Gold Derby Awards                                       | 2011                                                    | True Blood                                              | Melhor Atriz de Drama                                       | Indicado                                                | [ 89 ]                                                  |
| Gold Derby Awards                                       | 2012                                                    | True Blood                                              | Melhor Atriz de Drama                                       | Indicado                                                | [ 90 ]                                                  |
| Golden Globe Awards (Globo de Ouro)                     | 1994                                                    | The Piano                                               | Melhor Atriz Coadjuvante – Cinema                           | Indicado                                                | [ 91 ]                                                  |
| Golden Globe Awards (Globo de Ouro)                     | 2008                                                    | Bury My Heart at Wounded Knee                           | Melhor Atriz Coadjuvante – Televisão                        | Indicado                                                | [ 92 ]                                                  |
| Golden Globe Awards (Globo de Ouro)                     | 2009                                                    | True Blood                                              | Melhor Atriz – Série de Drama                               | Venceu                                                  | [ 93 ]                                                  |
| Golden Globe Awards (Globo de Ouro)                     | 2010                                                    | True Blood                                              | Melhor Atriz – Série de Drama                               | Indicado                                                | [ 94 ]                                                  |
| Golden Globe Awards (Globo de Ouro)                     | 2010                                                    | The Courageous Heart of Irena Sendler                   | Melhor Atriz – Minissérie ou Telefilme                      | Indicado                                                | [ 94 ]                                                  |
| Gotham Awards                                           | 2005                                                    | The Squid and the Whale                                 | Melhor Elenco                                               | Venceu                                                  | [ 95 ]                                                  |
| London Film Critics' Circle                             | 2011                                                    | Margaret                                                | Atriz do Ano                                                | Venceu                                                  | [ 96 ]                                                  |
| Los Angeles Film Critics Association                    | 1993                                                    | The Piano                                               | Melhor Atriz Coadjuvante                                    | Venceu                                                  | [ 97 ]                                                  |
| MTV Movie & TV Awards                                   | 2001                                                    | X-Men                                                   | Melhor Dupla                                                | Indicado                                                | [ 98 ]                                                  |
| MTV Movie & TV Awards                                   | 2004                                                    | X2                                                      | Melhor Beijo(com Shawn Ashmore)                             | Indicado                                                | [ 98 ]                                                  |
| National Society of Film Critics                        | 1994                                                    | The Piano                                               | Melhor Atriz Coadjuvante                                    | Indicado                                                | [ 99 ]                                                  |
| Online Film & Television Association Awards             | 1999                                                    | Hurlyburly                                              | Melhor Performance Jovem                                    | Indicado                                                | [ 100 ]                                                 |
| Online Film & Television Association Awards             | 2007                                                    | Bury My Heart at Wounded Knee                           | Melhor Atriz Coadjuvante em Telefilme ou Minissérie         | Venceu                                                  | [ 100 ]                                                 |
| Online Film & Television Association Awards             | 2009                                                    | True Blood                                              | Melhor Atriz em Série de Drama                              | Indicado                                                | [ 100 ]                                                 |
| Online Film & Television Association Awards             | 2009                                                    | The Courageous Heart of Irena Sendler                   | Melhor Atriz em Telefilme ou Minissérie                     | Indicado                                                | [ 100 ]                                                 |
| Online Film & Television Association Awards             | 2010                                                    | True Blood                                              | Melhor Atriz em Série de Drama                              | Indicado                                                | [ 100 ]                                                 |
| People's Choice Awards                                  | 2010                                                    | True Blood                                              | Atriz Favorita em Drama                                     | Indicado                                                | [ 101 ]                                                 |
| Primetime Emmy Awards                                   | 2007                                                    | Bury My Heart at Wounded Knee                           | Melhor Atriz Coadjuvante em Minissérie ou Telefilme         | Indicado                                                | [ 102 ]                                                 |
| San Diego Film Critics Society                          | 2019                                                    | The Irishman                                            | Melhor Elenco                                               | 2º Lugar                                                | [ 103 ]                                                 |
| Satellite Award                                         | 2008                                                    | True Blood                                              | Melhor Atriz – Série de Drama                               | Venceu                                                  | [ 104 ]                                                 |
| Satellite Award                                         | 2009                                                    | True Blood                                              | Melhor Elenco – Série                                       | Venceu                                                  | [ 105 ]                                                 |
| Satellite Award                                         | 2010                                                    | True Blood                                              | Melhor Atriz – Série de Drama                               | Indicado                                                | [ 106 ]                                                 |
| Saturn Award                                            | 2001                                                    | X-Men                                                   | Melhor Performance por Ator Jovem                           | Indicado                                                | [ 107 ]                                                 |
| Saturn Award                                            | 2009                                                    | True Blood                                              | Melhor Atriz em Televisão                                   | Indicado                                                | [ 107 ]                                                 |
| Saturn Award                                            | 2010                                                    | True Blood                                              | Melhor Atriz em Televisão                                   | Indicado                                                | [ 107 ]                                                 |
| Saturn Award                                            | 2011                                                    | True Blood                                              | Melhor Atriz em Televisão                                   | Indicado                                                | [ 107 ]                                                 |
| Scream Award                                            | 2009                                                    | True Blood                                              | Melhor Atriz em Horror                                      | Venceu                                                  | [ 108 ]                                                 |
| Scream Award                                            | 2010                                                    | True Blood                                              | Melhor Atriz em Horror                                      | Venceu                                                  | [ 108 ]                                                 |
| Scream Award                                            | 2011                                                    | True Blood                                              | Melhor Atriz em Horror                                      | Indicado                                                | [ 109 ]                                                 |
| Scream Award                                            | 2011                                                    | Scream 4                                                | Melhor Aparição (com Kristen Bell)                          | Indicado                                                | [ 109 ]                                                 |
| Screen Actors Guild Award (SAG)                         | 2001                                                    | Almost Famous                                           | Melhor Elenco em Cinema                                     | Indicado                                                | [ 110 ]                                                 |
| Screen Actors Guild Award (SAG)                         | 2008                                                    | Bury My Heart at Wounded Knee                           | Melhor Atriz em Minissérie ou Telefilme                     | Indicado                                                | [ 111 ]                                                 |
| Screen Actors Guild Award (SAG)                         | 2010                                                    | True Blood                                              | Melhor Elenco em Série de Drama                             | Indicado                                                | [ 112 ]                                                 |
| Screen Actors Guild Award (SAG)                         | 2020                                                    | The Irishman                                            | Melhor Elenco em Cinema                                     | Indicado                                                | [ 113 ]                                                 |
| Seattle Film Critics Society                            | 2019                                                    | The Irishman                                            | Melhor Elenco                                               | Indicado                                                | [ 114 ]                                                 |
| Teen Choice Award                                       | 2003                                                    | X2                                                      | Escolha de Filme: Química (com Shawn Ashmore)               | Indicado                                                | [ 115 ]                                                 |
| Teen Choice Award                                       | 2009                                                    | True Blood                                              | Estrela de TV: Feminino                                     | Indicado                                                | [ 116 ]                                                 |
| Teen Choice Award                                       | 2010                                                    | True Blood                                              | Atriz de Série de Fantasia/Ficção Científica                | Indicado                                                | [ 117 ]                                                 |
| Teen Choice Award                                       | 2010                                                    | True Blood                                              | Estrela de TV: Feminino                                     | Indicado                                                | [ 117 ]                                                 |
| Teen Choice Award                                       | 2011                                                    | True Blood                                              | Atriz de Série de Fantasia/Ficção Científica                | Indicado                                                | [ 118 ]                                                 |
| Teen Choice Award                                       | 2012                                                    | True Blood                                              | Atriz de Série de Fantasia/Ficção Científica                | Indicado                                                | [ 119 ]                                                 |
| Village Voice Film Poll                                 | 2011                                                    | Margaret                                                | Melhor Atriz                                                | Venceu                                                  | [ 120 ]                                                 |
| Women's Image Network Awards                            | 2013                                                    | True Blood                                              | Atriz em Série de Drama                                     | Venceu                                                  | [ 121 ]                                                 |
| Washington D.C. Film Critics Association                | 2019                                                    | The Irishman                                            | Melhor Elenco                                               | Indicado                                                | [ 122 ]                                                 |
| Young Artist Award                                      | 1997                                                    | Fly Away Home                                           | Melhor Jovem Atriz Principal em Filme                       | Indicado                                                | [ 98 ]                                                  |
| Young Artist Award                                      | 1998                                                    | The Member of the Wedding                               | Melhor Jovem Atriz Principal em Telefilme/Piloto/Minissérie | Indicado                                                | [ 98 ]                                                  |
| Young Artist Award                                      | 2000                                                    | A Walk on the Moon                                      | Melhor Jovem Atriz Coadjuvante em Filme                     | Indicado                                                | [ 98 ]                                                  |
| YoungStar Award                                         | 1997                                                    | Fly Away Home                                           | Melhor Atriz Jovem em Filme de Drama                        | Indicado                                                | [ 98 ]                                                  |
| YoungStar Award                                         | 1999                                                    | A Walk on the Moon                                      | Melhor Atriz Jovem em Filme de Drama                        | Indicado                                                | [ 98 ]                                                  |